# Геть з України, москаль некрасивий!
«Геть з України, москаль некрасивий!» (с укр. — «Прочь с Украины, москаль некрасивый!») — фраза из монолога балерины Беллы Куценко в исполнении Андрея Данилко, написанного им в 2004 году. Приобрела популярность в 2022 году после того, как её превратили в сэмпл для музыкальных композиций. Выступление Данилко стало вирусным после начала вторжения России на Украину.

## Использование в музыке
В марте 2022 года солистка украинской группы Vivienne Mort Даниэла Заюшкина опубликовала в Facebook видео, в котором она наложила цитату Беллы Куценко на повстанческую мелодию, и оно стало вирусным.
В апреле 2022 года украинская певица Jerry Heil выпустила песню и видеоклип «#Москаль_некрасівий (Геть з України)» с использованием отрывков выступления Данилко. В песне на мотив украинской народной «Ой на горі та й женці жнуть» упоминаются Владимир Зеленский, Виталий Ким, Алексей Арестович и военные Вооружённых сил Украины, а также истории, получившие огласку — как цыгане украли у российских солдат танк, и как женщина с балкона сбила российский дрон с помощью банки с огурцами. Музыкальное видео занимало первое место в трендах YouTube на Украине.

## Как слоган
4 июня 2022 года автор петиции по дерусификации Полтавы Алексей Логвинов повесил баннер «Геть з України, москаль некрасівий!» на памятник советскому военачальнику Николаю Ватутину.